# Viaduc de Musofalo
Le viaduc de Musofalo est un pont en poutre-caisson en acier qui franchit un affluent du fleuve côtier Fiumarella à hauteur de l'agglomération de Catanzaro (en Calabre, Italie).
Il devint en 2006 le troisième grand pont de la ville après le pont Bisantis, achevé en 1962, et le viaduc de Fiumarella,.
Il est composé d'une travée principale en caisson en acier de 95 mètres, portée par des piles pouvant atteindre 90 mètres. Les ingénieurs en structure du projet étaient M. Bergonzini et G. Lorenzi.